# Медун
Медун (черног. Медун) — деревня в 13 км к северо-востоку от города Подгорица, столицы Черногории. Является территорией племени Кучи. В деревне находится этнографический музей Марко Милянова.
Деревня расположена на месте древнего города иллирийского племени лабеатов (др.-греч. Λαβεᾶται) Метеон (Μεδεών).
Принадлежал Османской империи. Турецкий гарнизон Медуна сдался после битвы на Мальату в 1876 году и Медун вошёл в состав княжества Черногория.

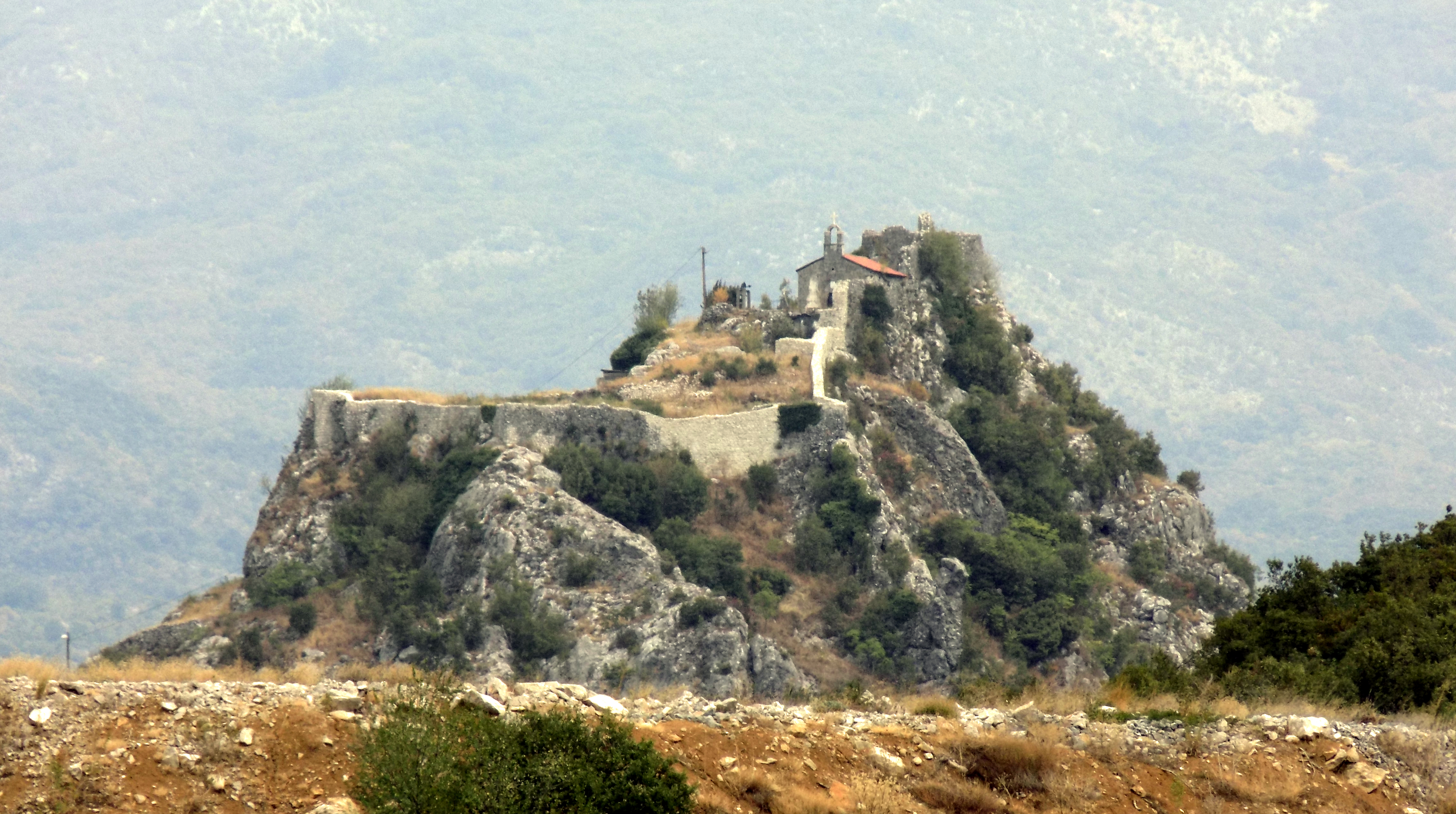
Остатки крепости на месте древнего Метеона, где находится могила Марко Милянова
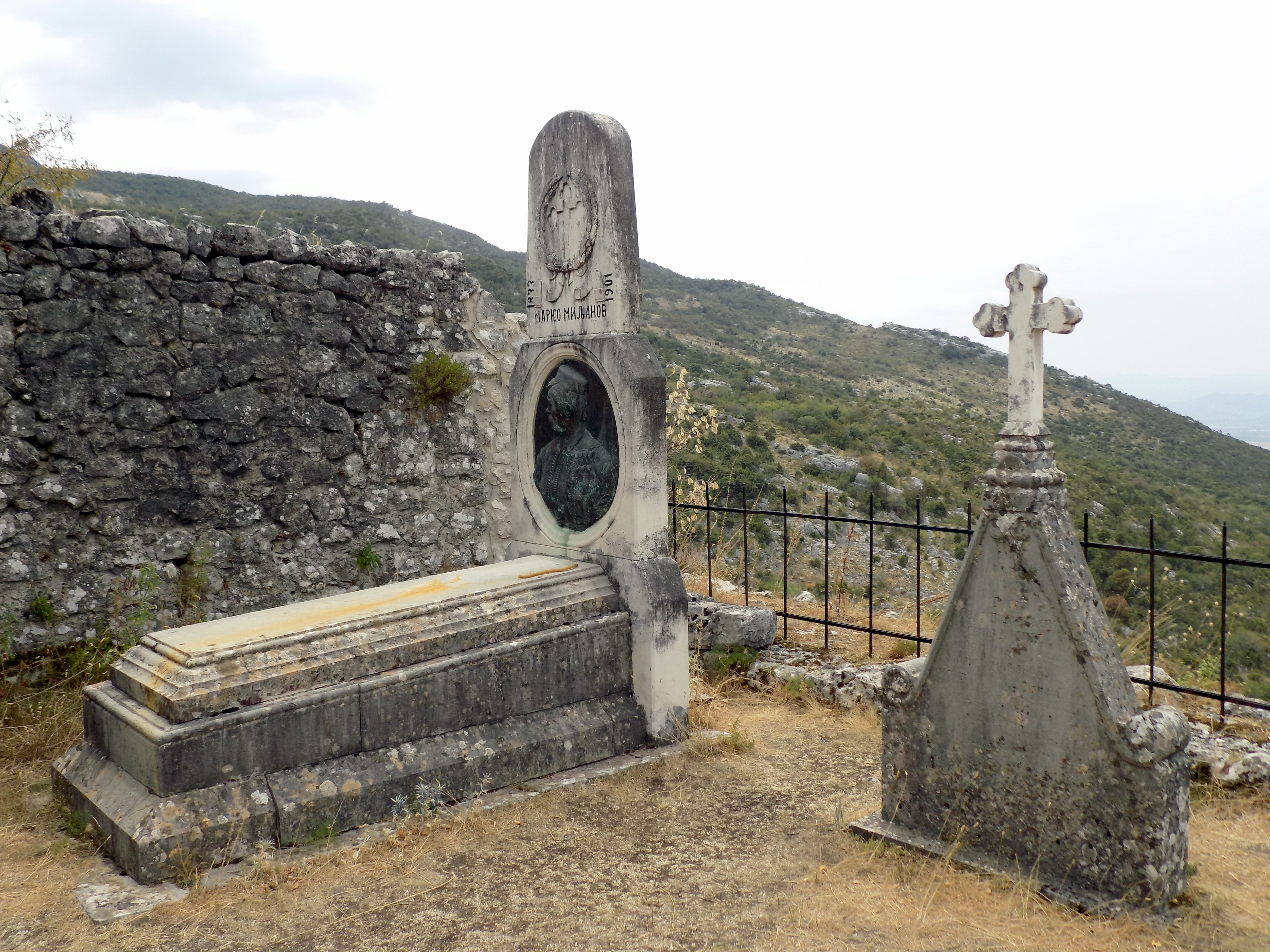
Могила Марко Милянова — справа оригинальное надгробие, воздвигнутое его женой Стефой. Через несколько лет после её смерти его заменили на новое (слева)
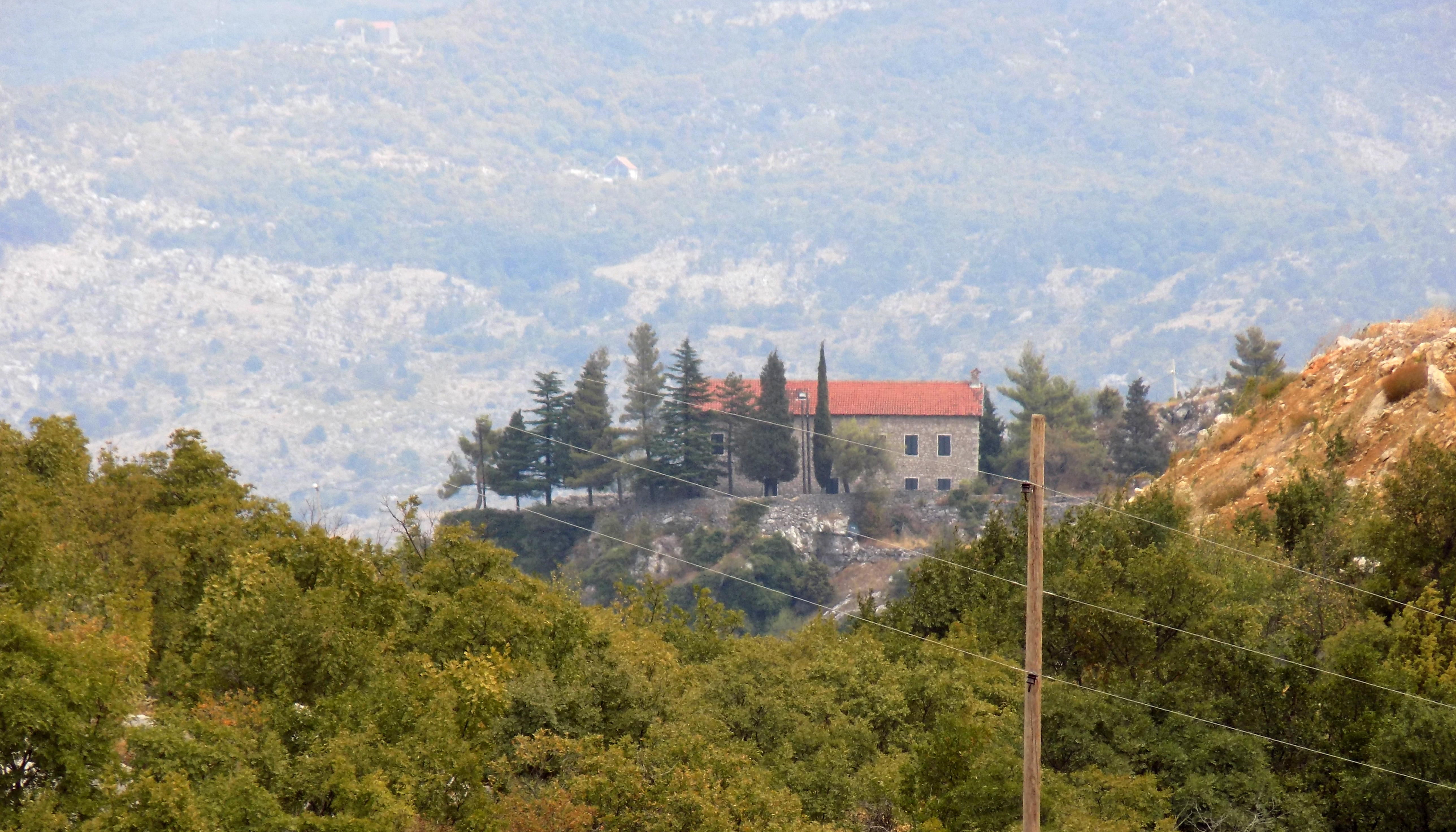
Музей Марко Милянова в Медуне, недалеко от крепости